# Medlerana
Medlerana é um gênero de traça pertencente à família Arctiidae.